# MI8 (Royaume-Uni)
Le MI8 (Military Intelligence, Section 8) était une section de la direction du renseignement militaire de la British Army. 
Pendant la Première Guerre mondiale, le MI8 était responsable de la censure télégraphique. 
Pendant la Seconde Guerre mondiale, le MI8 était l'organisation du bureau de la Guerre responsable de l'interception radio et de la sécurité des communications. A ce titre, le MI8 supervisait les stations Y de la British Army et le Radio Security Service. 
Le Radio Security Service (RSS) fut fondé au début de la Seconde Guerre mondiale pour surveiller et intercepter les émissions radios clandestines en Angleterre, la législation ayant interdit l'utilisation d'émetteur radio par des civils. Le RSS reçut le nom de MI8(c). À cette fin furent recrutés un certain nombre de radiotélégraphistes amateurs qui, devenus des Voluntary Interceptors (VIs), travaillaient avec leur propre matériel de réception radio. 
À compter du mois de mai 1940, la mission initiale du RSS s'avéra sans objet, les seuls agents allemands émettant en Angleterre étant ceux arrêtés et retournés par le Security Service (MI5). Le RSS interceptait cependant des émissions de l'autre côté de la Manche, et parvint notamment à casser certains codes de l'Abwehr. Le RSS était devenu un pendant civil des stations Y des armées. En mai 1941, les succès du RSS firent que le contrôle de ce service fut transféré au MI6. 
A la mi-1941, le RSS interceptait jusqu'à 10 000 pages de messages par jour, qui étaient transmises au service de décryptage, la Government Code and Cypher School à Bletchley Park. Le volume et la régularité des interceptions permirent à Bletchley Park, en décembre 1941, de casser le chiffre Enigma des communications de l'Abwehr, donnant une connaissance approfondie des opérations de renseignement allemandes. À son apogée en 1943-1944, le RSS employait plus de 1 500 personnes, sans compter les auxiliaires volontaires.
Après la fin de la guerre, le quartier-général du RSS fut absorbé par le Government Communications Headquarters, créé en 1946.